# Capanna Corno Gries
Horská chata Capanna Corno Gries (známá také jako chata Corno Grieshütte) je horská chata Švýcarského alpského klubu (SAC) a majetek sekce Rossberg v Zugu. Chata je pojmenována po Grieshornu (italsky Corno Gries). Byla otevřena v roce 1927 a v roce 2007 rozšířena. 

## Popis
Chata se nachází v nadmořské výšce 2338 m v údolí Val Corno, severovýchodně od Grieshornu a nad silnicí do průsmyku Nufenenpass. Leží nad údolím Alpe di Cruina a vesnicí All'Acqua na území obce Bedretto v horní části údolí Bedretto v kantonu Ticino.
Chata byla postavena v roce 1927, rozšířena v roce 1933 a renovována v roce 1978, v roce 2007 byla zvýšena a rozšířena podle plánů architekta Silvana Caccia. Nyní se skládá ze tří podlaží (vstupní a sociální zařízení, jídelna a kuchyně, ložnice), má jídelnu pro 70 osob s 360° panoramatickým výhledem do okolí a 50 lůžek v devíti pokojích.
Od roku 2017 je chata ve vlastnictví sekce SAC Rossberg v Zugu, dříve patřila sekci SAC Bellinzona.
V případě nepřítomnosti správců chat je k dispozici vařič na dřevo nebo plyn včetně kuchyňského nádobí. Toalety a tekoucí voda jsou uvnitř budovy. K vytápění se používá dřevo. K osvětlení slouží solární panely i elektrická síť z vodní elektrárny. Chata je zásobována materiálovou lanovou dráhou.
Chata je vhodná pro pěší túry, dětské pobyty, lyžařské a vrcholové túry i jako zastávka při dálkových túrách.
Vysokohorská stezka Via Alta Idra začíná v Capanna Gorno Gries a vede ve 12 etapách od pramene řeky Ticino až k jejímu ústí do jezera Lago Maggiore.

## Přístup na chatu
V létě se k chatě dostanete po turistických stezkách:
- z Alpe di Cruina (2002 m) po silnici v Nufenenském průsmyku za 1 hodinu (turistická stupnice T2 SAC - Terén je částečně strmý, nebezpečí pádu není vyloučeno. Doporučen je jistý krok, trekingová obuv a základní orientační dovednosti v terénu.
- z vrcholu průsmyku Nufenenpass (2478 m) za 3 hodiny (T2).
- z All'Acqua (1614 m) za 3 hodiny (T2).

Výchozí body jsou zastávky na poštovní autobusové lince z Airola.

## Možnosti výstupů na okolní vrcholy
- Blinnenhorn - 3374 m
- Corno Gries - 2969 m
- Piccolo Corno Gries - 2930 m

## Možnosti výletů do okolí a na sousední horské chaty
- Lago Gries 2477 m za 2 hodiny (T2).
- Chata Capanna Piansecco - 3 hodiny
- Rifugio Val Toggia (Itálie) 3 hodiny
- Rifugio Città di Busto (Itálie) 3 hodiny
- Rifugio Cesare Mores 3 ½ hodiny (Itálie)
- Capanna del Basòdino 5 hodin
- Chata Capanna Cristallina  6 hodin
- Rifugio Vannino (Itálie) 6 hodin